# Sant Roc de la Donzell
Sant Roc de la Donzell és una ermita al poble La Donzell d'Urgell del municipi d'Agramunt (Urgell) inclosa en l'Inventari del Patrimoni Arquitectònic de Catalunya.

## Descripció
És una ermita situada a l'entrada del poble. És una petita església de nau únic amb una coberta a dues vessants exteriorment, mentre que a l'interior és coberta amb una volta de canó lleugerament apuntada. La façana és centralment ocupada per un arc de mig punt rebaixat format per petites dovelles. A sobre d'aquesta portalada s'hi pot apreciar un ull de bou circular, també adovellat que dona pas a un campanar d'espadanya, molt simple, format amb un sol ullal en forma de mig punt albergant una petita campana. Pel que fa als murs laterals, en el primer tram de l'ermita hi ha dos arcs rebaixats, una a cada banda, formats amb dovelles desiguals i irregulars, però actualment es troben tapiats. S'hi aprecien diferents aparells pel que fa als murs. En el primer tram de l'ermita i la façana són carreus irregulars i disposats en filades desiguals, en canvi en el segon tram de la nau són més grans i les filades són més regulars. Aquesta diferència pot ser fruit d'una restauració.